# Jaapiella vacciniorum
Jaapiella vacciniorum är en tvåvingeart som först beskrevs av Jean-Jacques Kieffer 1913.  Jaapiella vacciniorum ingår i släktet Jaapiella och familjen gallmyggor. Inga underarter finns listade i Catalogue of Life.